# 岩永千明
岩永 千明（いわなが ちあき、1982年8月3日 -）は、日本の地方競馬元騎手（佐賀競馬場・山下定文厩舎所属）。勝負服の柄は胴赤・白菱山形一本輪、袖青・白縦縞。勝負服の柄については、デビュー当時の兄弟子である牧野孝光騎手の柄を参考に自分で考案した。

## 来歴
佐賀県出身。地方競馬教養センター騎手課程第79期生を経て、2004年3月31日付けで地方競馬騎手免許を取得。荒尾競馬組合・幣旗吉治厩舎の所属となる。
2004年4月28日第2回荒尾競馬1日目第1競走サラブレッド系C-19組条件戦コアレスパンチで初騎乗（6頭立て2番人気3着）。同年5月26日第3回荒尾競馬2日目第3競走3歳条件戦をテイエムムサシ（6頭立て1番人気）に騎乗し、デビュー22戦目で初勝利。
2004年10月20日荒尾競馬場で実施された全日本レディース招待競走総合優勝（11人中）。
2005年3月15日当時の女性騎手最速記録となる通算30勝達成。
2005年3月21日第19回全日本新人王争覇戦出場（11人中4位）。同年11月22日荒尾競馬場で実施された全日本レディース招待競走総合優勝（12人中）。
2006年レディースジョッキーズシリーズ出場（10人中10位）。
2007年1月2日第13回荒尾競馬6日目第9競走サラブレッド系C-9組条件戦ニシノシャダイに騎乗していたが落馬、負傷した。脳挫傷と脊椎圧迫骨折で全治3ヶ月と診断され、約2ヶ月間は寝たままの状態だったが6月調教での騎乗を再開。同年7月2日第4回荒尾競馬4日目第1競走サラ系C-21組条件戦エンゼルティアラで騎乗を再開した（8頭立て5番人気4着）。
同年9月18日第8回荒尾競馬1日目第2競走サラブレッド系C-28組条件戦をテイエムヒトツボシで勝利（5頭立て1番人気）し、復帰後初勝利。同年レディーズジョッキーズシリーズ出場（11人中8位）。
2008年8月26日第6回荒尾競馬2日目第6競走サラ系C-13組条件戦をルレーヴで勝利（6頭立て3番人気）し、1134戦目で地方競馬通算100勝達成。同年レディーズジョッキーズシリーズ出場（10人中5位）。
2009年8月9日には韓国・釜山慶南競馬場で開催された「第1回KRA国際女性騎手招待競走」に宮下瞳（名古屋）、別府真衣（高知）と共に日本代表として出場。同年8月7日釜山慶南競馬場第9競走でRaon Championに騎乗し、海外初騎乗（13頭立て5番人気8着）。招待競走では8番人気のOreumak（オルマク）に騎乗し3着となった。
2010年レディーズジョッキーズシリーズでは第4戦まで1位と20ポイント差の6位であったが最終ラウンドの地元荒尾で連勝し逆転優勝となった。
2011年12月2日、第12回荒尾競馬第2日目第6競走の『ユリゆららユリユリ大レースC9組』（サラ系一般、ダート1,400m）にて、自厩舎のクンチャンに騎乗して1位入線し、通算200勝を達成した。
2011年限りで荒尾競馬が廃止になったことに伴い、師匠の兄にあたる幣旗吉昭ら3人の調教師とともに2012年1月1日付けで佐賀県競馬組合に移籍することとなり、故郷でもある佐賀競馬場を本拠地として活動することとなった。佐賀競馬に所属する女性騎手は、1998年3月に引退した伊藤千織以来、約14年ぶりとなる。
NARグランプリ2014で、優秀女性騎手賞を初受賞した。
2016年3月6日、第22回佐賀競馬6日目第5競走でダンシングダンサーに騎乗していたが、落馬事故により重傷を負った。その後は療養とリハビリに努め、2017年1月9日に行われたレディーズジョッキーズシリーズ佐賀ラウンドの騎手紹介式でファンの前で挨拶を行った。その後、調教への復帰やイベントでの誘導馬騎乗などを経て、2019年6月13日、同月15日から3年3か月ぶりに復帰することが主催者から発表された。同年6月15日第6回佐賀競馬1日目第6競走でカゼノオーで騎乗を再開した（11着）。
同年7月15日第8回佐賀競馬第2日第2競走サラブレッド系C2-10組をノーブルクィーンで勝利（11頭立て2番人気）し、復帰後初勝利。
2020年12月18日、佐賀競馬第1競走を勝利し、4614戦目で地方通算400勝を達成した。
2021年11月19日、11月30日付けで騎手を引退することが佐賀競馬より発表された。